# Józef Ludwik Wilczewski
Józef  Ludwik Wilczewski (ur. ok. 1700, zm. przed 20 sierpnia 1779 roku) – generał major saski, kasztelan podlaski od 1771 roku, konsyliarz Rady Nieustającej w 1775 roku, generał major w 1756 roku, chorąży i podkomorzy wiski, rotmistrz chorągwi 5 Brygady Kawalerii Narodowej.

## Życiorys
Konsyliarz konfederacji Czartoryskich w 1764 roku, poseł na sejm konwokacyjny 1764 roku z ziemi wiskiej, występował jako zwolennik ograniczenia liberum veto. Był elektorem Stanisława Augusta Poniatowskiego w 1764 roku. Poseł królewski na generał ziem pruskich w Grudziądzu w sierpniu 1767 roku. W załączniku do depeszy z 2 października 1767 roku do prezydenta Kolegium Spraw Zagranicznych Imperium Rosyjskiego Nikity Panina, poseł rosyjski Nikołaj Repnin określił go jako posła właściwego dla realizacji rosyjskich planów na sejmie 1767 roku za którego odpowiada król, poseł ziemi bielskiej na sejm 1767 roku.  23 października 1767 roku jako poseł wszedł w skład delegacji Sejmu, wyłonionej pod naciskiem posła rosyjskiego Nikołaja Repnina, powołanej w celu określenia ustroju Rzeczypospolitej. 
Członek konfederacji 1773 roku.  Na Sejmie Rozbiorowym 1773-1775 wszedł w skład delegacji wyłonionej pod naciskiem dyplomatów trzech państw rozbiorczych, mającej przeprowadzić rozbiór. 18 września 1773 roku podpisał traktaty cesji przez Rzeczpospolitą Obojga Narodów ziem zagarniętych przez Rosję, Prusy i Austrię w I rozbiorze Polski. Członek konfederacji Andrzeja Mokronowskiego w 1776 roku. Członek Komisji Skarbowej Koronnej w 1777 roku. 
W 1777 roku polecił swoim synom, aby najechali dwór Werstok na Podlasiu, odebrany mu przez sąd grodzki w Brześciu za niespłacony dług 40 tys. zł wobec Tomasza Węgierskiego. 
W 1773 roku został kawalerem Orderu Świętego Stanisława.
Jego synami byli Franciszek (starosta sądowy wiski) i Józef.